# سرجوی (کرج)

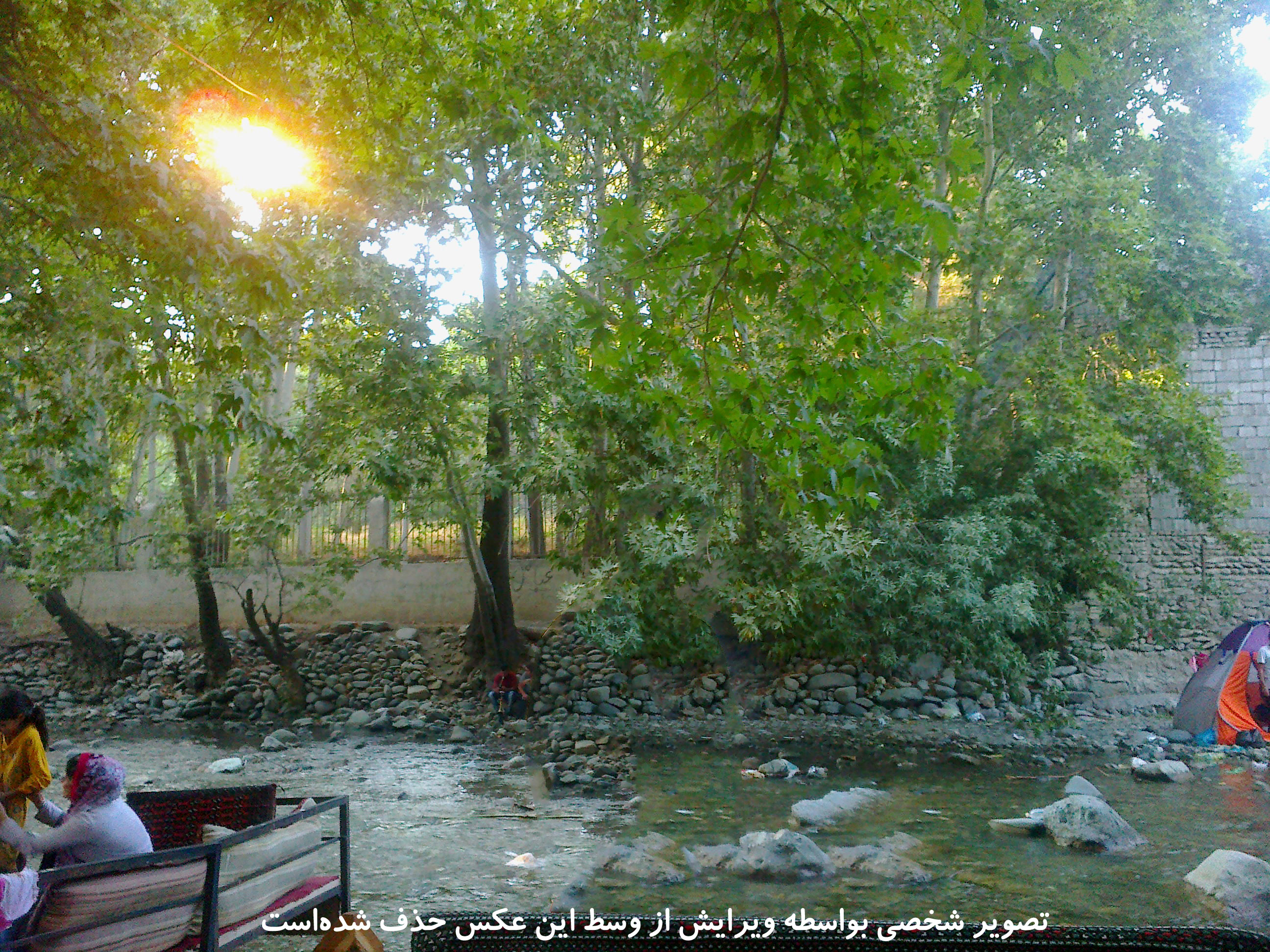

سرجوی منطقه‌ای باصفا در شرق جهانشهر کرج پایین‌تر از بیلقان است که یکی از مراکز تفریحی کرج می‌باشد. حاشیه سرجوی توسط رستوران‌های سنتی متعددی که تخت اجاره می‌دهند رزرو شده‌است. همچنین نام محله‌ای قدیمی به همین نام در آن نزدیکی است.